# Psephellus carbonatus
Psephellus carbonatus (волошка вугільна як Centaurea carbonata — вид рослин з родини айстрових (Asteraceae), поширений в Україні й Росії.

## Опис
Багаторічна рослина 10–25 см заввишки. Крайові квітки ≈ 27 мм довжиною, серединні — 13 мм довжиною. Сім'янки 4–5 мм довжиною, їх чубчик до 1.5 мм довжиною.
Період цвітіння: травень і червень.

## Поширення
Поширений на сході Україні й у південно-європейській частині Росії.
В Україні вид зростає на крейдяних і вапнякових відслоненнях — на сході Лісостепу і степу (Харківська, Луганська й Донецька області).